# Escudo de la provincia de Huesca
El escudo de la provincia de Huesca fue adoptado el 10 de mayo de 1957, consiste en un escudo dividido en ocho cuarteles que reúne los blasones de los antiguos partidos judiciales que integraban la provincia:
- En el primer cuartel, de gules (rojo), una cruz patriarcal de oro, cantonada de cuatro cabezas de moro (cabezas de reyes moros) al natural que es el escudo de Jaca.

- En el segundo, partido de oro con cuatro palos de gules; de plata con un árbol de sinople, sobre el todo, escusón de azur que es de Fraga.

- En el tercer cuartel, de plata, las armas de Aragón, timbradas por una corona real abierta de oro, acompañado de dos león rampantes de gules, sobre un castillo almenado de oro y surmontado de otro de lo mismo que es el escudo de Benabarre.

- En el cuarto, de azur, una ballesta, de plata, acompañada de cinco escudos de Aragón que es el escudo de Sariñena.

- En el quinto de plata, una planta de tamariz de sinople sobre tierra al natural, acompañada de dos escudos de Aragón cada uno timbrado por una corona real abierta de oro que es el escudo de Tamarite.

- En el sexto, de oro, una torre del mismo metal, almenada, mazonada y aclarada de sable, surmontada de una cruz resaltada de una encina de sinople; bordura de plata cargada del mote "Haec est victoria nostra" que es el escudo de Boltaña.

Entado en punta de sinople, el rostro de un hombre, al natural, barbado de sable acompañado de cinco escudos de Aragón colocados uno, dos y dos que es el escudo de Barbastro. 
Sobre el todo, escusón de gules (y no de azur) con los elementos del blasón de la ciudad de Huesca, un jinete contornado con casco de plata, armado con lanza, montado sobre un caballo del mismo metal junto a la leyenda "Urbs Victrix Osca" colocada en la punta. 
El timbre, corona real antigua, abierta y sin diademas que es un círculo de oro, engastado de piedras preciosas, compuesto de ocho florones, visibles cinco, interpolados de perlas.